# WWE-pay-per-view- en WWE Network-evenementen
WWE-pay-per-view- en WWE Network-evenementen vormen het jaarlijkse scala van evenementen voor professioneel worstelaars dat georganiseerd wordt door de Amerikaanse worstelorganisatie WWE.
Van 1985 tot midden mei 2002 werden de evenementen georganiseerd onder de naam World Wrestling Federation (WWF), daarna vanaf midden mei 2002 tot 7 april 2011 werden de evenementen georganiseerd onder de naam World Wrestling Entertainment (ook WWE) en tot slot vanaf 7 april 2011 onder de naam WWE.